# Estación Leocadio Paz
Leocadio Paz era una estación de ferrocarril del Ferrocarril General Belgrano de la red ferroviaria argentina, en el ramal que une las estaciones Santa Fe y La Quiaca en Argentina.

## Historia
La estación fue abierta al tránsito en marzo de 1888 por el Ferrocarril Central Norte Argentino.
Se encontraba en la localidad de Leocadio Paz, Provincia de Tucumán, cerca del límite con la provincia de Salta. Fue desmontada por personal ferroviario en 1998.

## Servicios
No presta servicios de pasajeros, sólo de cargas. Sus vías e instalaciones están a cargo de la empresa estatal Trenes Argentinos Cargas.